# Dendrexetastes rufigula
El trepatroncos gorgicanelo (Dendrexetastes rufigula), también denominado trepatronco piquidorado (en Colombia), trepatroncos golicanelo (en Ecuador) o trepador o trepatronco de garganta canela (en Venezuela y Perú), es una especie de ave paseriforme de la familia Furnariidae, subfamilia Dendrocolaptinae, la única perteneciente al género Dendrexetastes. Es nativa del oeste y sur de la cuenca amazónica y del escudo guayanés en América del Sur.

## Distribución y hábitat
Se distribuye desde el centro de Colombia hacia el sur, por el este de Ecuador, este de Perú, hasta el centro de Bolivia, y en la Amazonia brasileña al sur del río Amazonas, y desde el extremo noreste de Venezuela hacia el este por Guyana, Surinam, Guayana Francesa y extremo noreste de Brasil.
Esta especie es considerada poco común en su hábitat natural: el dosel, y especialmente los bordes de selvas húmedas tropicales y subtropicales y pantanos, también habita bosques secos y bosques altamente degradados. Vive en matas de terra firme, de várzea, de transición y formaciones ribereñas o en islas fluviales dominadas por árboles Cecropia, principalmente por debajo de los 500 m s. n. m. (metros sobre el nivel del mar).

## Descripción
Mide entre 22,5 y 27 cm (centímetros) de longitud. El macho pesa entre 64 y 74 g (gramos), y la hembra entre 66 y 77 g. Es un trepatroncos grande y bastante uniforme que se distingue de los otros miembros de su subfamilia por el pico largo, grueso y blanquecino, y por el área periocular desnuda de color gris claro azulado. Puede presentar, en mayor o menor densidad, escamaciones en el dorso y en el pecho, de acuerdo con la subespecie en cuestión. En el noreste de Sudamérica, mayormente pardo, más castaño amarillento en la garganta con un collar visible de puntos blancos bordeados de negro en la parte alta del dorso y en el pecho; plumas de vuelo y cola de color rufo. En el oeste y sur de la Amazonia, menos llamativo, sin puntos blancos en el dorso y en el pecho solo estrías estrechas que pueden ser difíciles de ser observadas.

## Comportamiento
Se lo encuentra solo, menos frecuentemente en pares y algunas veces acompañando bandadas mixtas.

### Alimentación
Trepa a lo largo de troncos y ramos gruesos como otros trepatroncos pero también revuelve enmarañados de hojas seca y epífitas como los rasca-hojas y hasta hurguetéa en frondas de palmeras en busca de insectos.

### Vocalización
Su canto se escucha de lejos (uno de los primeros al amanecer), una serie rápida de notas altas entrechocadas, ascendientes al comienzo y arrastrándose hacia el final; puede comenzar con un estallido y siempre termina con una nota baja y distintiva «chiu» o «trriu».

## Sistemática

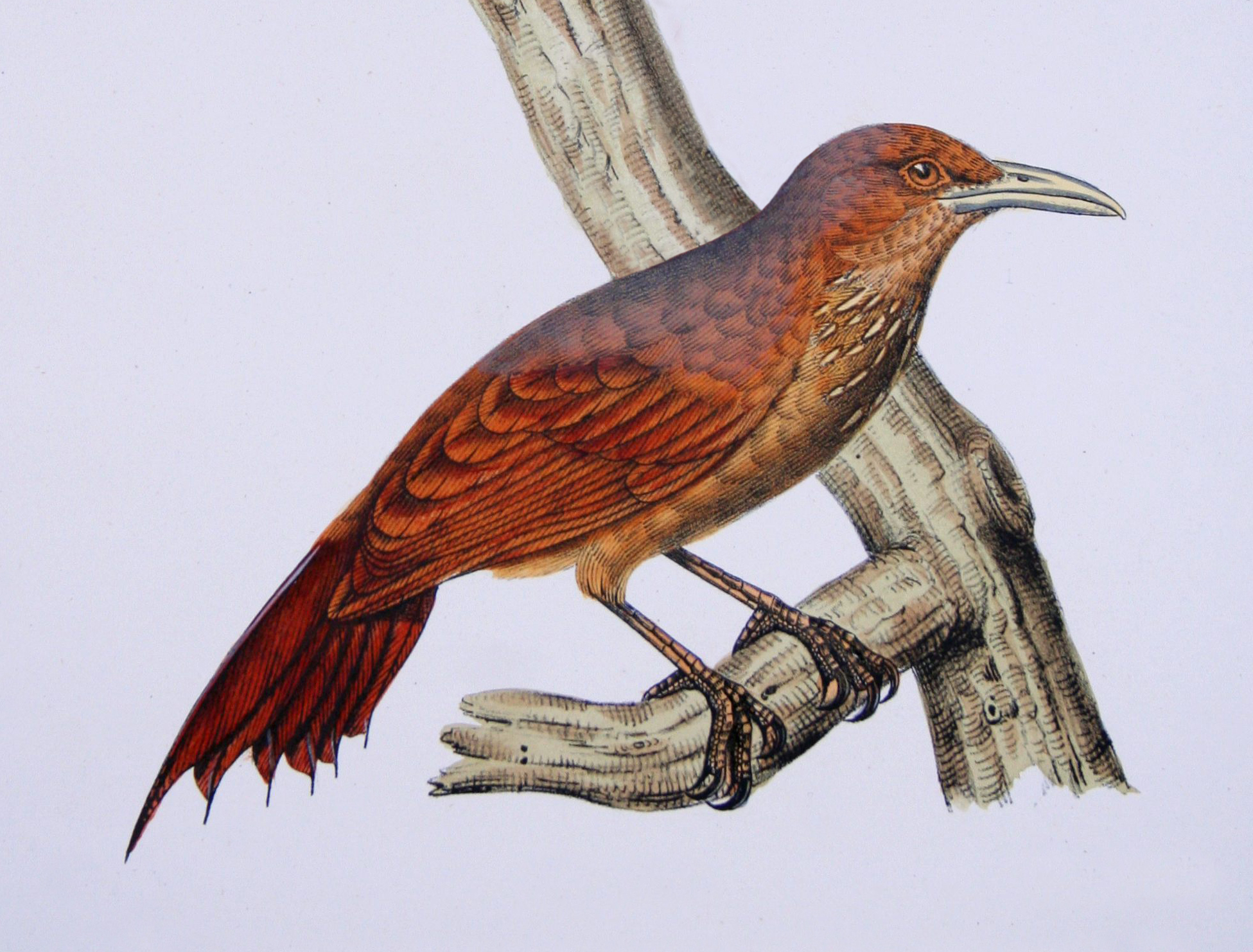
Dendrocolaptes devillei = Dendrexetastes rufigula devillei; ilustración de Castelnau, en Expédition dans les parties centrales de l'Amérique du Sud, de Rio de Janeiro à Lima et de Lima au Para, 1856.

### Descripción original
La especie D. rufigula fue descrita por primera vez por el ornitólogo francés René Primevère Lesson en 1844 bajo el nombre científico Dendrocolaptes (orthocolaptes) rufigula; su localidad tipo es «Cayena».
El género Dendrexetastes fue propuesto por el ornitólogo británico Thomas Campbell Eyton en 1851, y la especie tipo definida fue Dendrexetastes capitoides.

### Etimología
El nombre genérico femenino, Dendrexetastes, se compone de las palabras del griego δενδρον dendron: ‘árbol’, y εξεταστης exetastēs: ‘examinador’; por lo que significa ‘que examina los árboles’; y el nombre de la especie, rufigula, se compone de las palabras del latín rufus: ‘rojo’, ‘rojizo’, y gula: ‘garganta’; por lo que significa ‘de garganta rojiza’.

### Taxonomía
La subespecie devillei es considerada como una posible especie separada por algunos autores, pero la vocalización se parece con las otras subespecies.

### Subespecies
Según las clasificaciones del Congreso Ornitológico Internacional (IOC) y Clements Checklist/eBird v.2019 se reconocen cuatro subespecies, con su correspondiente distribución geográfica:

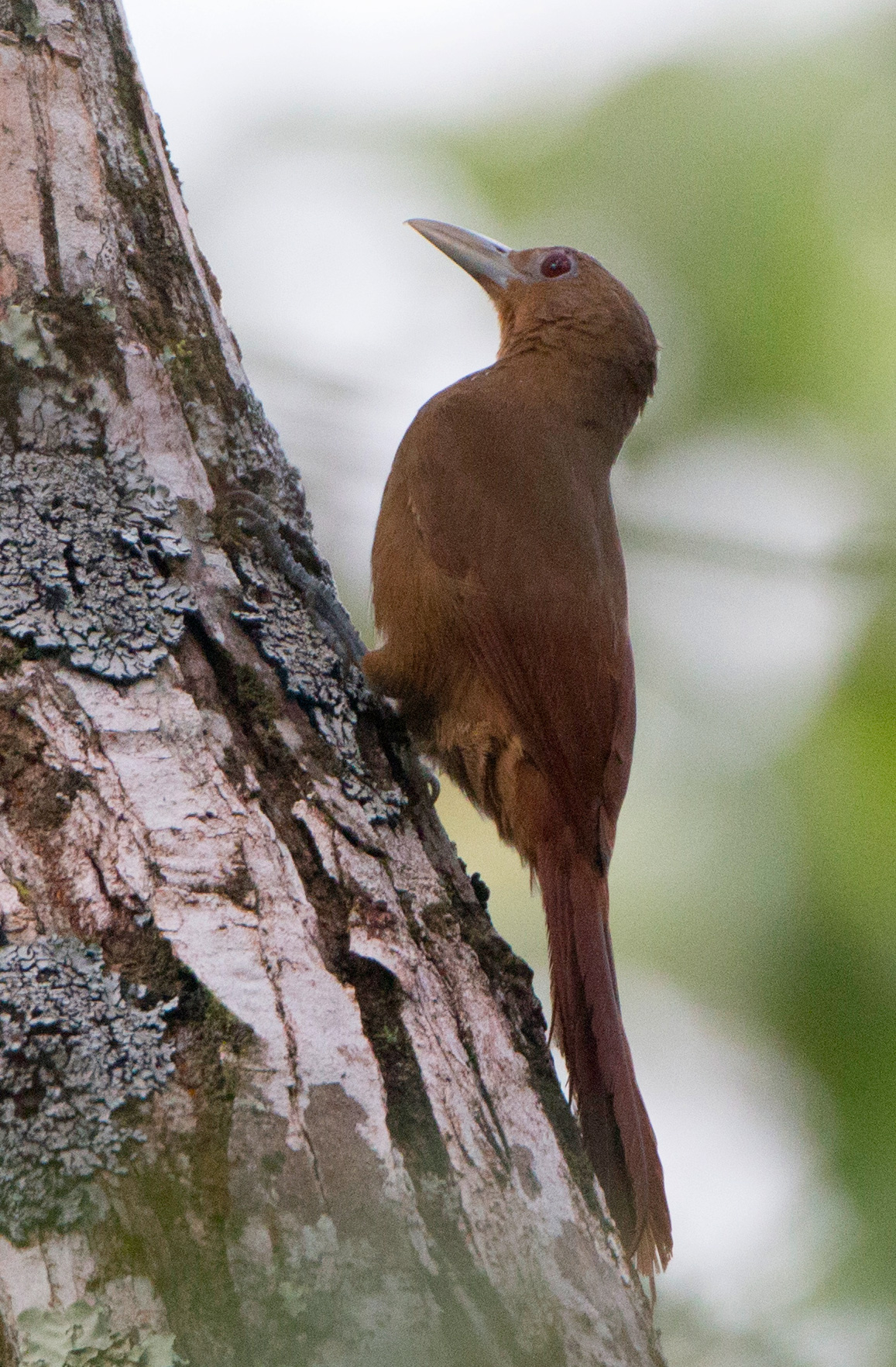
Dendrexetastes rufigula devillei, Ecuador.

- Dendrexetastes rufigula devillei (Lafresnaye, 1850): oeste de la Amazonia, desde el centro de Colombia, este de Ecuador y este de Perú hacia el este hasta el oeste de Brasil (hasta el río Madeira, probablemente también hasta el río Negro) y al sur hasta el norte de Bolivia.
- Dendrexetastes rufigula rufigula (Lesson, 1844): noreste de la Amazonia, margen norte del río Amazonas, en el este de Venezuela (noreste de Bolívar, sur de Delta Amacuro), las Guayanas y norte de Brasil (norte de Roraima, y Río Negro al este hasta Amapá).
- Dendrexetastes rufigula moniliger J.T. Zimmer, 1934: Amazonia brasileña al sur del río Amazonas (desde el Madeira al este hasta el bajo río Tocantins, al sur hasta Mato Grosso).
- Dendrexetates rufigula paraensis von Liburnau, 1895: Amazonia brasileña al sur del río Amazonas (este del Tocantins en el este de Pará).